# Maesa sarasinii
Maesa sarasinii är en viveväxtart som beskrevs av Carl Christian Mez. Maesa sarasinii ingår i släktet Maesa och familjen viveväxter. Inga underarter finns listade i Catalogue of Life.